# Mianmar nos Jogos Olímpicos de Verão de 2004
Mianmar competiu nos Jogos Olímpicos de Verão de 2004, em Atenas, na Grécia.